# FC Thun
FC Thun je švýcarský fotbalový klub z města Thun. Klub hraje nejvyšší soutěž Swiss Super League.
Největšího úspěchu zatím dosáhl v 23. srpna 2005, kdy se překvapivě probojoval do Ligy mistrů. Los mu do základní skupiny přihodil anglický Arsenal FC, českou Spartu Praha a nizozemský Ajax Amsterdam. Pro klub s rozpočtem okolo 2 milionů eur to byl velký úspěch.

## Česká stopa
V letech 2006-2008 zde působil český fotbalista Lukáš Došek.

## Účast v evropských pohárech
| Sezóna  | Soutěž        | Kolo            | Soupeř             | Doma | Venku | Celkem   |
| ------- | ------------- | --------------- | ------------------ | ---- | ----- | -------- |
| 2005–06 | Liga mistrů   | 2. předkolo     | Dynamo Kyjev       | 1–0  | 2–2   | 3–2      |
| 2005–06 | Liga mistrů   | 3. předkolo     | Malmö FF           | 3–0  | 1–0   | 4–0      |
| 2005–06 | Liga mistrů   | Skupina B       | Arsenal Londýn     | 0–1  | 1–2   | 3. místo |
| 2005–06 | Liga mistrů   | Skupina B       | Sparta Praha       | 1–0  | 0–0   | 3. místo |
| 2005–06 | Liga mistrů   | Skupina B       | Ajax Amsterdam     | 2–4  | 0–2   | 3. místo |
| 2005–06 | Pohár UEFA    | Šestnáctifinále | Hamburger SV       | 1–0  | 0–2   | 1–2      |
| 2011–12 | Evropská liga | 2. předkolo     | Vllaznia Shkodër   | 2–1  | 0–0   | 2–1      |
| 2011–12 | Evropská liga | 3. předkolo     | Palermo            | 1–1  | 2–2   | 3–3      |
| 2011–12 | Evropská liga | 4. předkolo     | Stoke City         | 0–1  | 1–4   | 1–5      |
| 2013–14 | Evropská liga | 2. předkolo     | Chikhura Sachkhere | 2–0  | 3–1   | 5–1      |
| 2013–14 | Evropská liga | 3. předkolo     | BK Häcken          | 1–0  | 2–1   | 3–1      |
| 2013–14 | Evropská liga | 4. předkolo     | Partizan Bělehrad  | 3–0  | 0–1   | 3–1      |
| 2013–14 | Evropská liga | Skupina G       | Dynamo Kyjev       | 0–2  | 0–3   | 4. místo |
| 2013–14 | Evropská liga | Skupina G       | KRC Genk           | 0–1  | 1–2   | 4. místo |
| 2013–14 | Evropská liga | Skupina G       | Rapid Vídeň        | 1–0  | 1–2   | 4. místo |
| 2015–16 | Evropská liga | 2. předkolo     | Hapoel Be'er Ševa  | 2–1  | 1–1   | 3–2      |
| 2015–16 | Evropská liga | 3. předkolo     | FC Vaduz           | 0–0  | 2–2   | 2–2      |
| 2015–16 | Evropská liga | 4. předkolo     | Sparta Praha       | –    | –     | –        |